# مارتن بارات
مارتن بارات (بالإنجليزية: Martin Barratt)‏ هو أكاديمي بريطاني، ولد في 13 فبراير 1936 في لندن في المملكة المتحدة، وتوفي في 17 يناير 2014.